# Katter i islam

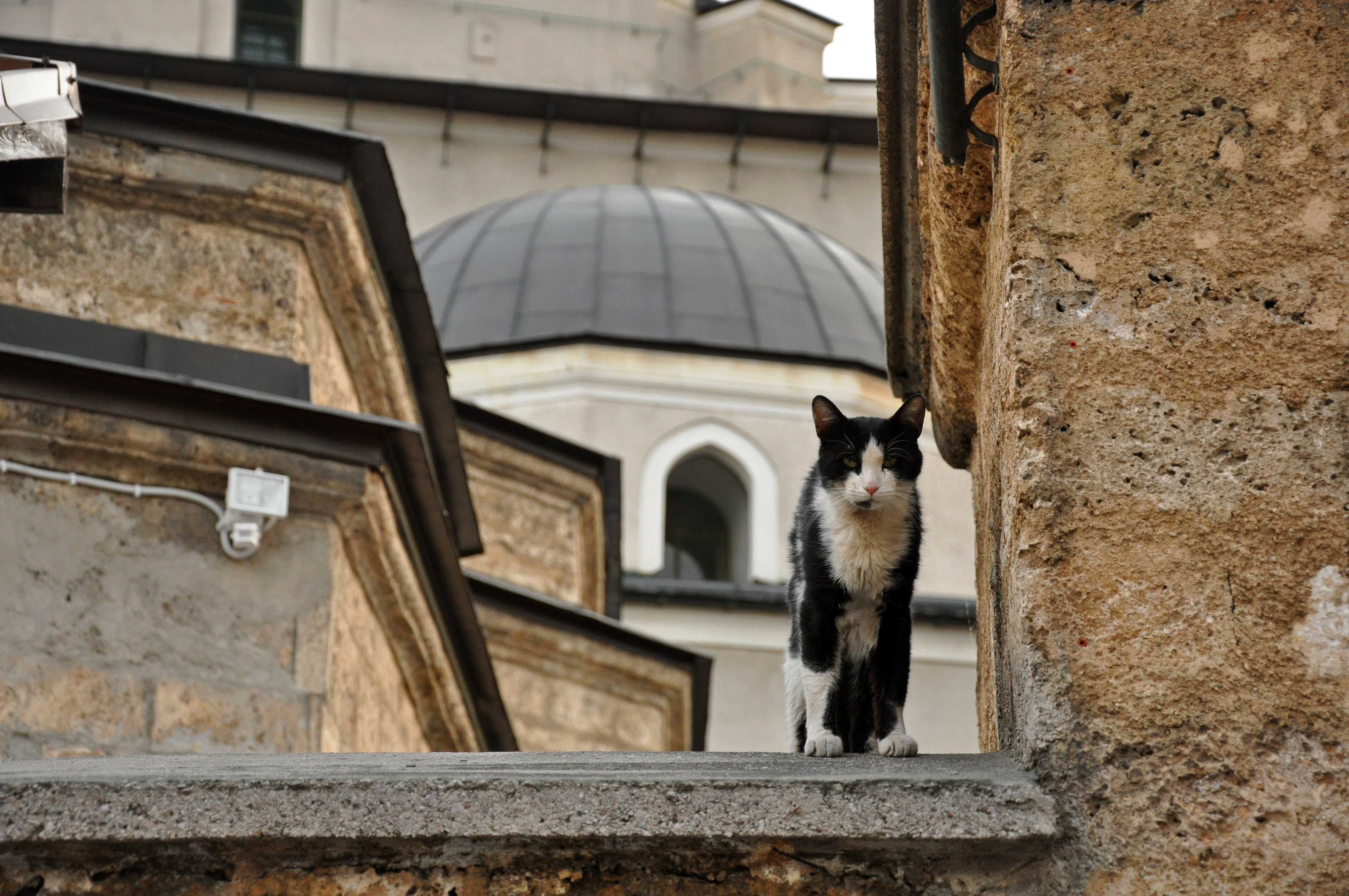
Vildkatt på innergården till Gazi Husrev-beg-moskén i Sarajevo, Bosnien och Hercegovina

Katten är ett vördat djur i islam.  Katter är beundrade för sin renlighet och anses vara "det typiska husdjuret" av muslimer.

## Ursprunget till vördnad

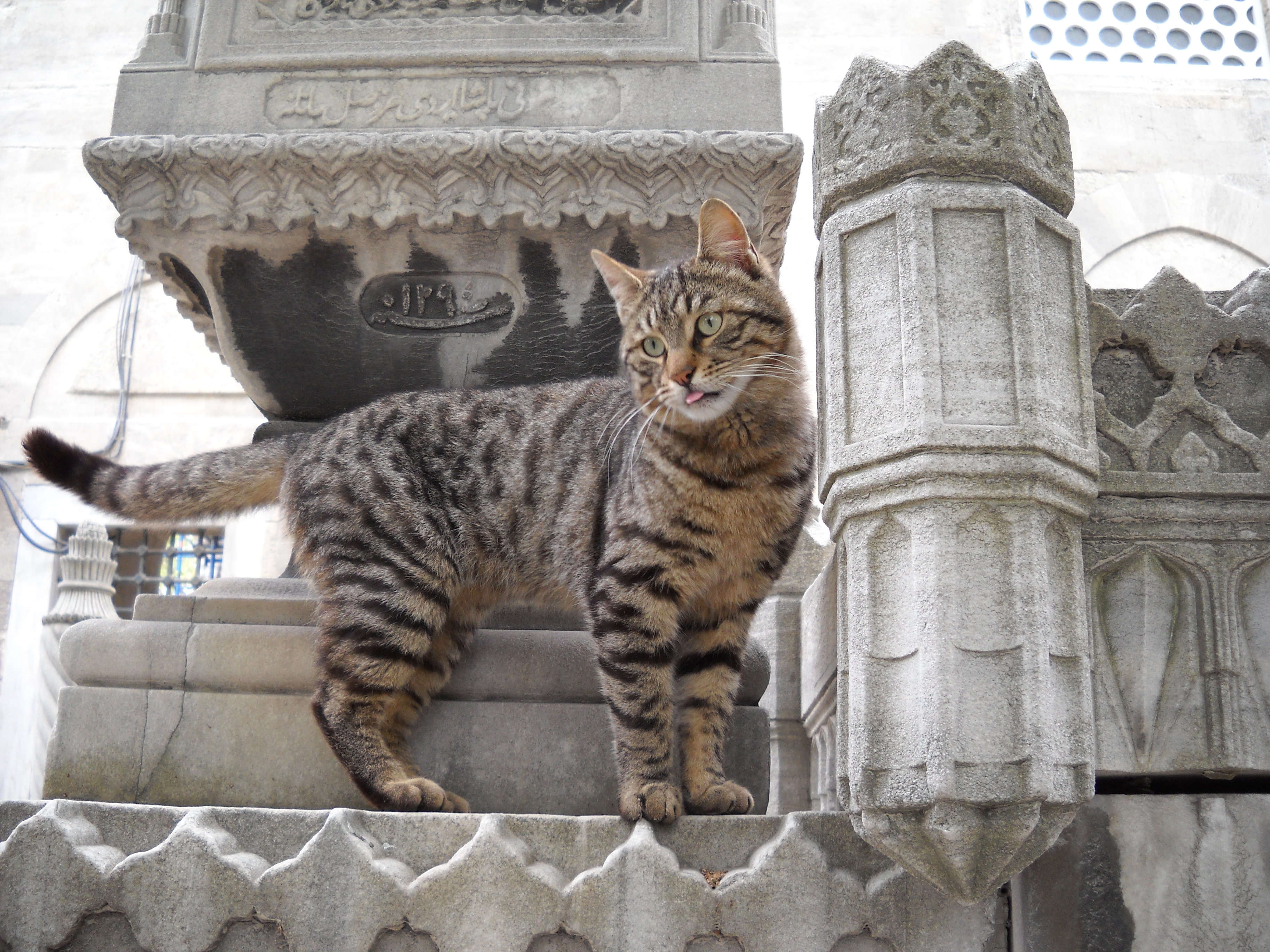
Katt i Suleymaniye-moskén i Istanbul

Katter har vördats i Främre Orienten sedan antiken, en tradition som antagits av islam, om än i en mycket modifierad form. Enligt många hadither förbjöd Muhammad förföljelse och dödande av katter.
En av Muhammeds kamrater var känd som Abu Hurairah (bokstavligen: "Kattungens fader") för sin svaghet för katter. Abu Hurairah hävdade att han hade hört Muhammed förklara att en from kvinna hamnade i helvetet efter att hon blivit irriterad på en honkatt och försummat att förse henne med mat och vatten tills hon dog. Enligt legenden räddade Abu Saeeds katt Muhammed från en orm.

## Hygien och kastrering
I islamisk tradition beundras katter för sin renhet. De anses vara rituellt rena, och får därför vistas i hem och till och med i moskéer, inklusive i världens största moské, Masjid al-Haram i Mecka. Mat som smakats på av katter anses vara halal, i den meningen att deras konsumtion av maten inte gör den otillåten för muslimer att äta, och vatten som katter har druckit ur är tillåtet för wudu (tvätten före bön som görs av muslimer). Dessutom finns det en tro bland vissa muslimer att katter söker upp människor som ber.
Muslimer är splittrade i frågan om kastrering av djur. De flesta hävdar dock att kastrering av katter är tillåtet om det finns någon fördel med att kastrera katten och om det inte kommer att orsaka dess död.

## Katten Muezza
Många muslimer tror att Muezza (eller Muʿizza; arabiska: معزة) var Muhammeds favoritkatt. Muhammed vaknade en dag av ljudet av böneutropet adhan. Han förberedde sig för att delta i bönen och började klä på sig, men han upptäckte snart att hans katt Muezza sov på ärmen på hans bönerock. Istället för att väcka katten skar han av ärmen och lämnade katten ostörd. En anknytande historia är att Muezza bugade för Muhammed när denne återvände från moskén. Muhammed skulle då ha lett mot Muezza och försiktigt smekt sin älskade katt tre gånger, vilket därmed gav katten en plats i paradiset. Det nämns inget om någon sådan katt eller den tillhörande historien i hadithen eller kompletterande verk och det finns liknande berättelser som tillskrivs andra personer från 600-talets Arabien vilket kan förklara historiens ursprung. Det verkar alltså inte finnas tillräckliga bevis för att katten Muezza fanns och tillhörde Muhammed, från de muslimska källorna till hadith.